# جيري لامبرت
جيري لامبرت (بالإنجليزية: Jerry Lambert)‏ هو فارس أمريكي، ولد في 27 ديسمبر 1940 في كلايد في الولايات المتحدة، وتوفي في 23 فبراير 2015.